# Ерёмин, Сергей Николаевич
Сергей Николаевич Ерёмин (1903—1975) — советский музыкант (трубач) и педагог; заслуженный деятель искусств РСФСР (1965), профессор Московской консерватории (1939).

## Биография
Родился 9 мая (22 мая по новому стилю) 1903 года в селе Нагорное (деревня Нагорная) Ряжского уезда Рязанской губернии.
После смерти отца стал воспитанником в музыкантской команде Нежинского пехотного полка, находившегося в Рязани. Служил в 85-м запасном полку. Участник Гражданской войны в России — служил в 1-м Советском полку на Южном фронте.
В 1920—1922 годах Ерёмин играл в духовом оркестре при школе курсантов им. ВЦИК в Кремле — вместе с М. И. Табаковым, М. П. Адамовым, И. А. Василевским, И. И. Костланом, Н. Ф. Николаевским, П. С. Бессмертновым, А. В. Володиным. В 1922 году он был направлен в Московскую консерваторию, которую окончил по классу камерного ансамбля С. В. Розанова. Затем учился в аспирантуре, которую окончил в 1932 году. Некоторое время играл в Персимфансе.
В 1922—1924 и 1928—1947 годах С. Н. Ерёмин — солист оркестра Большого театра и одновременно симфонического оркестра Московской филармонии (в 1928—1934 годах). Также работал в оркестре филиала Большого театра, Государственного симфонического оркестра СССР (в 1937—1941 годах) и Большого симфонического оркестра Всесоюзного радио (в 1941—1944 годах).
Также занимался педагогической деятельностью, проявив себя выдающимся педагогом-методистом. Преподавать начал в Московской консерватории в 1932 году (с 1935 года — доцент) и продолжал её свыше 40 лет. В 1936—1941 годах заведовал отделением, а в 1954—1970 годах — кафедрой духовых инструментов. Среди учеников: Заслуженный артист РСФСР Лев Васильевич Володин, Заслуженный деятель искусств РСФСР Юрий Алексеевич Усов, Заслуженный артист Армянской ССР Гайк Сумбатович Марутян и многие другие.
Был членом КПСС с 1948 года.
Умер 13 июня 1975 года в Москве. Похоронен в колумбарии Новодевичьего кладбища (131 секция).

## Заслуги
- Лауреат 2-го Всесоюзного конкурса музыкантов-исполнителей в Ленинграде (1935 год, 2-я премия).
- Награждён двумя орденами «Знак Почёта» (02.06.1937 — за выдающиеся заслуги в деле развития оперного и балетного искусства, 1953) и орденом Трудового Красного Знамени (28.10.1973).
- Имя Ерёмина занесено на мраморную доску выдающихся выпускников Московской консерватории.